# Исчезнувшие населённые пункты Костромской области
Исчезнувшие населённые пункты Костромской области — перечень прекративших существование населённых пунктов на территории современной Костромской области России.
В силу разных причин они были покинуты жителями, или включены в состав других населённых пунктов.

## Перечень
В перечень включены названия, статус, административно-территориальная принадлежность населённых пунктов согласно законодательному акту об упразднении.

### Антроповский район
- д. Дорок, ж/д.к. 556, ж/д.б. 542, Заулково, Задний Двор, Заднево, Займа, Исаково, Игнатово, Каликино, Кузнецово, Марьино,Матвейково, Олехово, Передний Двор, Панино, Стайново, Средний Двор, Сидорово, Старово, Сывки, ж/д.р. 46, Угол[1] (Антроповский сельсовет)
- д. Новиково, Табучево, Титово, Тонино, Турлыково, Хрулево[1](Бедринский сельсовет)[1]
- д. Воскресенское, Денисово, Жуково, Ивонино, Нигулино, Новинское, Подлесново, Черново[1] (Котельниковский сельсовет)
- д. Владимирское, Городище, Каравайково, Шильники, Якимцево[1](Михайловский сельсовет)[1]
- д. Анисимово, Басово, Бурдатово, Буяново, Брюхавицино, Заречье, Кочергино, Пахтаново, Панфилово, Терешино, Хвастово, Щапово, Владимирово , Вязовик, Мантурово, Нетечкино, Сокольниково, Сухотино (Костромская область)[1](Палкинский сельсовет)
- д. Великое, Красница[1](Пеньковский сельсовет)
- д. Ватаманово, Вередишино, Воронково, Низятево, Симагино, Тиманово[1](Понизовский сельсовет)
- д. Заречье, Истопник, Каменново, Филино-Софийское[1](Просекский сельсовет)
- д. Елизаветкино, Кондраково, Сурское, посёлок Борский, хутор Калинино[1](Словинский сельсовет)
- д. Андрейково, Дегтярево, Клеймищево, Нетечино, Подосинки, Чаглово[1](Трифоновский сельсовет)
- д. Власово, Лесное Юркино, Середниково, Стрельниково[1](Туриловский сельсовет)
- в 2024 году — д. Быково, Дегтярёво, Трухино (Антроповское сельское поселение), Алешово, Галкино, Мелюшино, Олонино, Степурино (Котельниковское сельское поселение), д. Деревенька, Шелыгино, пос. Пасьма (Палкинское сельское поселение), д. Ботвино, Бурдаково, Зикеево, Зимнево, Нестерово, Якунино (Просекское сельское поселение)[2].
- в 2025 году — д. Алексино, Кикиморино, Лом, Лысково, Митино, Панькино, Филино Котельниковского сельского поселения; Вольгино, Поярково, Шерстнево, Шихино Палкинского сельского поселения; Извал, Спирдово, Шувакино Просекского сельского поселения[3], Искино, Лаврушево, Скородново, Шигорино[4].

### Буйский район
- д. Полдневка[1](Барановский сельсовет)
- д. Высокого[1](Боровский сельсовет)
- д. Моторугино[1](Воскресенский сельсовет)
- д. Высокого[1](Гавриловский сельсовет)
- д. Великуша[1](Дорский сельсовет)
- д. Алютино[5], Алисавино[1](Дьяконовский сельсовет)
- д. Цепино Елегинский сельсовет)[5]
- д. Рожново, Шеино Каплинский сельсовет)[5]
- д. Траведого[1](Контеевский сельсовет)
- д. Лиховарово, Шулепово[1](Креневский сельсовет)
- д. Волынкино, Малая Топоровка, Новенькое[1](Куриловский сельсовет)
- д. Воробьёво, Солотавка, ж/д. б. 699 (Шушкодомский сельсовет)[1]
- в 2024 году — д. Абатурки, Антушево, Баранниково, Глебово, Емелино, Калита, Коныгинский Починок, Кустово, Макриды, Малафеево, Михнево, Фоминское[2]

### Вохомский район
- д. Старцево, Сыворотное[1](Бельковский сельсовет)
- д. Березнята, Даньково, Ершовцы, Лебедишино, Липово, Прудовляна, Раменчана, Фроловцы, Хмелевка, починок Одеговский[1](Заветлужский сельсовет):
- д. Борисоглебская[6], Березино, Каиново, Козловка, Копотево, Кулаково, Паговец, Райвыселок, Стахино, Усаны[1](Лапшинский сельсовет)
- д. Данилята, Кузнецово, Папулино, Саваненки[1](Маручатский сельсовет):
- д. Блиново, Медведково, посёлок Новый[1](Обуховский сельсовет)
- д. Кашино[1], починок Данилов[6] (Петрецовский сельсовет)
- д. Петрушонки[6], Андраково, Анискино, Галкино, Жарки, Ожиганово, Семеново, Худобы[1](Семеновский сельсовет)
- д. Сенькинская[1](Согорский сельсовет)
- д. Артемьево, Заречье, Маруята, Маслёново, Подушкино, починок Носково[1](Сосновский сельсовет)
- д. Бекари, Разбойница, Щеткино, посёлок Среднее Вохомское лесничество[1](Тихоновский сельсовет)
- д. Ершово, Крутая Гора, Левино, Мартьяновцы, Тюленево, починок Новый, починок Пыщугский[1](Хорошевский сельсовет)
- деревни Бычье, Глазуново, Зайчата, Иванково, Ивково, Каменка, Касимово, Киселёво, Климово, Козловка, Кузьминская, Маринёнки, Пашутята, Петровская, Середняя, Соловьёво, Среднее Лядово, Чумаково[7]
- деревни Новая, Еськино, Федоршино, Сидорёнки, Языково[8].
- 2025 год — Богачи, Дор, Дымково, Карпово, Корипино, Маслениково, Подволочная, Раменье, Рыжково, Харино[9], Борисята, Ванеево, Гарёнки, Долгая, Малый Парюг, Мухино, Ощепково, Сутырино, Филёнки[4]

### Галичский район
- д. Аксенково, Ермаково, Новое Степановское, Павловское, Старый Георгий, Футякино, Чертово[10](Березовский сельсовет)
- д. Шиляково[10](Дмитриевский сельсовет)
- д. Макарово[10], Лепеевка, Шильдома[1](Кабановский сельсовет)
- д. Андроново[10] (Костомский сельсовет)
- д. Ахлебинино, Воскресенское, Красково, Новое Петровское, Подойково[10](Красильниковский сельсовет)
- д. Аничево, ж.д.будка 525 км[10] (Лопаревский сельсовет)
- д. Матвеевское, Подлужье, Скарлываново[10](Ореховский сельсовет)
- д. Долматово, Жуково, Лутовинки, Родковино, Толстиково, Тепишкино[10], Горки, Ивановское, Мотыкино, Навалкино, Павлово[1](Пронинский сельсовет)
- д. Быково, Чирково[10](Степановский сельсовет)
- д. Бакланово, Губино, Исяково[10] (Толтуновский сельсовет)
- д. Доводово, Кузьминское, Лапино)[10], Соколово[1](Унорожский сельсовет)
- д. Алифино, Новая, ж.д.разъезд Храмки[10](Челсменский сельсовет)
- 2024 год — железнодорожный разъезд Богчино и деревни Валово, Водокачка, Воробьёво, Гора Шабаново, Губино, Емелево, Куфтино, Лягово, Мякишево, Нероново, Папино (Ореховское сельское поселение), Парфёново, Польское, Пундово, Репниково, Рогачёво, Самылово, Славистово, Сохино, Станки, Фомицино, Харпаево, Языково, Якушкино[2].

### Кадыйский район
- д. Ухтынгирь[1](Ведровский сельсовет)
- хутор Ясаково[1](Екатеринкинский сельсовет)
- д. Логинцево, село Кондома (Костромская область) (Завражный сельсовет[1]
- д. Взвоз[1](Иваньковский сельсовет)
- д. Ворозьма[1](Котловский сельсовет)
- посёлок Немда[1](Лубянский сельсовет)
- д. Заречье, Григорово[1](Низкусинский сельсовет)
- д. Зименка, Комарово[1](Столпинский сельсовет)
- д. Лужиново[11]
- в 2024 году — д. Ерыгино, Комары, Погорелки; Жаравино; Ковригино, Кочкино, хутор Новосёлки[12].
- в 2025 году — д. Вербилово, Починок[9].

### Кологривский район
- д. Титово, Чуфариха[1](Высоковский сельсовет)
- д. Акатово, Жуково, Плетешово, Петровка, Спирино[1](Илешевский сельсовет)
- д. Крутая[1](Ильинский сельсовет)
- д. Запрудново, Карабаново, Курочкино[1](Лисицинский сельсовет)
- д. Елховка, посёлок Монза[1](Суховерховский сельсовет)
- д. Большое Высокого, Малая Чежма, Уханово[1](Чежемский сельсовет)
- д. Дьяково, Екимово[1](Черменинский сельсовет)

### Костромской район
- д. Васильевское[1] (Минский сельсовет)
- д. Меленки, Перепечино, Юрново[1](Сущевский сельсовет)

### Красносельский район
- д. Галкино, Каршино, Ухино[1](Захаровский сельсовет)
- д. Дмитриково, Конново[1](Сидоровский сельсовет)
- д. Волойки, Илитино, Марьинское[1](Чапаевский сельсовет)
- д. Сажино[1](Шолоховский сельсовет)

### Макарьевский район
- д. Карпушино[1](Вознесенский сельсовет)
- посёлок Дуплянь[1](Горчухинский сельсовет)
- д. Княжево, Першнево[1](Княжевский сельсовет)
- д. Сивково[1](Нежитинский сельсовет)
- д. Матренкино, Назарово, Семучкино, Стригино, Тимово, кордон Красноярка Нижне-Нейский сельсовет)
- д. Высокая, Елховка, Змеевка, Раздолье, кордон Поеж[1](Тимошинский сельсовет)
- д. Патрушево, посёлок Ремез[1](Унженский сельсовет)
- д. Аманово, Бессоново, Илейкино Усть-Нейский сельсовет)
- 2025 год — Булино, Демидьево[4]

### Мантуровский район
- д. Карпово, Хмелевка[1](Роговский сельсовет)
- д. Малое Лисицино, Притыкино Подвигалихинский сельсовет)
- хутор Красный[2]
- деревни Пахтусово, Тысячино[2], Антонково, Дюльгино, Копанец, Мослово (Знаменское сельское поселение), Хмелёвка, Большая Поповица, Котельное, Ломовые, Шашки, Глинново, Починок[8]
- железнодорожный разъезд Петрушино[8].

### Межевской район
- д. Талица[6], Дубовиха, Уханово, Тетеревиха[1](Георгиевский сельсовет)
- д. Дяденская, Зиновка, Нагорное, Слободское, Тюково, Фадеиха[1](Никольский сельсовет)
- д. Каменка, Рыжково[1](Петровский сельсовет)
- посёлок Баран[6] (Петушихский сельсовет)
- д. Ивановка[6] (Родинский сельсовет)
- д. Ледянки, Малая Избенка[1](Селинский сельсовет)

### Нейский район
- д. Белохвостовка[1](Божеровский сельсовет)
- д. Елкино[1](Елкинский сельсовет)
- д. Полушино[1](Коткишевский сельсовет)
- д. Выползово, Затиха, Мормыш[1](Кужбальский сельсовет)
- д. Подвигалово[1](Михалевский сельсовет)
- д. Жемчугово, Морозово, Мулино, Погорелово, Починок, сёла Никола-Торжок, Покровское[1](Обелевский сельсовет)
- д. Ушениха, Федотово[1](Фуфаевский сельсовет)
- 2024 год — д. Авксентьево, Базеево, Грибово, Нестерово, Новая Деревня, Ревякино, Тимофеево, Филатово, село Никитское[2].
- 2025 год — д. Болотово, Борисово, Волково, Демидово, Кузнецово, Лаврово, Максаково, Малая Пасьма, Ново-Вожеровка, Пантелеево, Пастники, Погорелка, Погост, Починок, Пыжово, Свинкино, Сивцево, Тарачеево, пос. Пашня[3].

### Нерехтский район
- д. Бахматово, село Хомутово[1](Армейский сельсовет)
- д. Нафонайлово, Поздеево[1](Владычневский сельсовет[1]
- д. Вежино, село Давыдовское[1](Лужковский сельсовет)
- д. Лютиково[1](Татарский сельсовет)
- д. Залужье[1](Федоровский сельсовет)
- д. Кодочигово, Комарово, Шульгино[1](Хомутовский сельсовет)
- 2025 год — д.Кочерово, Селиванка Волжского поселения[3].

### Октябрьский район
- д. Дороватка, Забегаево[1](Забегаевский сельсовет)
- д. Южаки[1](Луптюгский сельсовет)
- д. Кошелево[1](Покровский сельсовет)
- д. Прошутино[1](Сивцевский сельсовет)
- д. Зайцы, Куричата, Мальцевы, Новожилы, Соловьи[1](Стариковский сельсовет)

### Островский район
- д. Дарьино, Кишкино, Любилки, Медведки, Малое Михирево, Саленка, село Никола-Пустынь[1](Адищевский сельсовет)
- д. Теплиново, Цигаево[1](Игодовский сельсовет)
- д. Дьяконово, Первунино[1](Юрьевский сельсовет)
- д. Починок[1](Островский сельсовет)
- 2025 год — д. деревни Берёзовка, Большое Михирёво, Бродки, Ермово, Задняя, Леонково, Маркуши, Матыкино, Одинчиха, Осиновик, Осипиха, Порныш, Тарасово[3].

### Павинский район
- починок Бяковцы[1](Крутогорский сельсовет)
- д. Васьково, Дор, Доровая, Кладовица, Кортюг[1](Павинский сельсовет)
- в 2024 году — д. Галашевцы, Шляпники, Вторая Высокая Дерба, Кузюгский Выселок, Лукина Гора, Малая Дунилиха, Малая Лисья, Новожиловцы, Черёмошница, Бутырки, Старое Коточижное, село Шубот[2].

### Парфеньевский район
- д. Василево[1](Аносовский сельсовет)
- д. Артемьевское, Бахарево, Завражье, Займа (Парфеньевский район), Костылево, Максимово, Полома, Телегино, починок Семёнов[1](Матвеевский сельсовет)
- д. Грибачево, Кривые, Сафоново, починок Елфимов[1](Парфеньевский сельсовет)
- село Ефремье Широкого сельсовета[1]
- 2004 год — д. Михалёво, Мутелягино, Фаликово, Фоминское Аносовского сельсовета; Бараново, Кожино, Солодихино Задоринского сельсовета; Мартьяново Матвеевского сельсовета; Барское Парфеньевского сельсовета; Ермолино, Пузырёво Потрусовского сельсовета; Ивановское, Шоломя Савинского сельсовета; Спорново Ширского сельсовета[13].
- 2024 год — Акулово, Афонино (Николо-Поломское сельское поселение), Вахреньево, Ворошилово, Гашево, Дьяково, Ефимово, Коняево, Котово, Пересторона, Погорелка, Прудовка, Рищево, Робцово, Сафоново, Серёгино, Тихоново, Федюнино, село Малое Малыгино[12].

### Поназыревский район
- д. Черемисское Горловский сельсовет)[5]
- д. Большое Дароватское[5], Сенькино[1](Гудковский сельсовет)
- д. Дурашово[5], Жигалово, Зыболовское, Расклонное[1](Клюкинский сельсовет)
- д. Бебнево[1](Панинский сельсовет)
- посёлки Воронцовский, Мостовик, Сорокинский, Шабриха, 26 км Полдневицкого поссовета
- д. Фёдоровское Поназыревский сельсовет)[5]
- кордон Черемисский волок, хутор Гаринский[1](Хмелевский сельсовет)
- посёлок Северный Якшангского поссовета
- 2004 год — д. Черемисское, Большое Дароватское, Дурашово, Фёдоровское[14].
- 2024 год — д. Большое Девушкино, Новое Киселёво, Новосёловское, Панино, хутор Фёдоровский[2].

### Пыщугский район
- д. Новониколаевское[15] Косиха, Мосията, Малый Шистом, починок Павловский[1](Верхнеспасский сельсовет)
- д. Горка, Погорелка[1](Воздвиженский сельсовет)
- д. Зяблуха, Казаковка, Липово[1](Головинский сельсовет)
- д. Большая Грива, Думницы, Ингерь, Калиновка, Осиновцы, Петряево, Сливаловцы, Устьяки, Ячменище[1](Носковский сельсовет)
- д. Гусиха, Чихалы[1](Пышугский сельсовет)
- 2015 год — д. Дубровино и Невзориха[16].
- 2024 год — д. Большой Шистом, Бурдово, Дунаево, Крутая (Пыщугское сельское поселение), Никитиха, Онучино, Суворово, Черновляне[2].

### Солигаличский район
- д. Простатино[1](Васильевский сельсовет)
- д. Бессоново, Захарово, Климатино, Кордон, Пензино (Верхнеберезовецкий сельсовет)[1]
- д. Никитино, Сокольниково[1](Высоковский сельсовет)
- д. Астапово, Гусево, Бровенино[1](Жилинский сельсовет)
- д. Бараново, Евково, Игнатово, Федоровское, Харино, Рогово, Рыжково[1](Корцовский сельсовет)
- д. Верещагино (Костромская область), Суровково, Якшино[1](Куэеминский сельсовет)
- д. Аниково, Крутово, Леушино, Рассвет, Тимошино[1](Лосевский сельсовет)
- д. Горка, Лысцево[1](Первомайский сельсовет)
- д. Долгое поле, Жирослево, Корба, Спиридоново, Черевково[1](Солигаличский сельсовет)

### Судиславский район
- д. Досадкино, Ляхово, Кашиново, Косцино, Филяково Александровский сельсовет)
- д. Боловинское, Васютино, Дубовик, Дуброво, Филимоново, Хмельники[1](Воронский сельсовет)
- д. Клементьево[1](Долматовский сельсовет)
- д. Борисовское, Осинки, Шишкино[1](Свозовский сельсовет)
- д. Нагорское, Рождествино, хутор Новоселки[1](Судиславский сельсовет)
- д. Паникарпово, Подольново[1](Шаховский сельсовет)

### Сусанинский район
- д. Горшково, Пантелеево[1](Головинский сельсовет)
- д. Федорково[15], Казаково, Чукотино[1](Григоровский сельсовет)
- д. Горяйново[1](Исуповский сельсовет)
- д. Ситниково[1](Починковский сельсовет)
- д. Коростели, Кочерги, Мотайки, Попово, Стуглево[1](Сумароковский сельсовет)
- деревни Абакумово, Астрединово, Бережки, Братилово, Волково (Андреевское сельское поселение), Горки, Гульнево (Андреевское сельское поселение), Гумнища, Ерино, Кирилково, Климитино, Козленево, Максимовское, Малинино, Мизгирево, Некрасово, Новая, Овсяниково, Панкратово, Парфеньево, Попово, Пырино, Соболево, Соколово, Худяково и село Ильинское[8].

### Чухломский район
- д. Ефаново[1](Беловский сельсовет)
- д. Агибкино, Аристово, Куликово, Лихачево[1](Коровский сельсовет)
- д. Потапово[1](Краснонивский сельсовет)
- д. Игумново, Крусаново, Палачево, Сальниково[1](Нагорский сельсовет)
- д. Гоглево, Горка, Турдиево, Федотово[1](Ножкинский сельсовет)
- д. Еласьево[1](Панкратовский сельсовет)
- д. Большое Коровье, Головинское, Санцилово[1](Петровский сельсовет)
- д. Архарово[1](Повалихинский сельсовет)
- д. Богачово, Леушино, Пузырёво, Рамешки, Чужово[1](Серапихский сельсовет)
- д. Алешунино, Борзынино, Лобаново, Яковлево, Жарки[1](Судайский сельсовет)
- д. Драчево, Заречье, Рогачево Тормановскогс сельсовета[1]
- д. Ерилино, Мостово, Печихино, Путково, Чуватово[1](Федоровский сельсовет)
- д. Горка, Починок, посёлок Курьяново[1](Чертовский сельсовет)
- д. Алюшино, Михайловское, Лукинское, Першино[1](Чухломский сельсовет)
- д. Каменка, Пуповатово[1](Шартановский сельсовет)
- 2024 год — д. Аксёново, Афанасьево, Зельево, Казинское, Капустино, Карпово, Нелидово, Ревякино, Салово, Тарасово, Хорошево[2].

### Шарьинский район
- д. Большая Малиниха, Дубовка первая, Дубовка вторая[1](Заболотский сельсовет)
- д. Слудка Малая, посёлок Кербаш, хутор Тумба[1](Ивановский сельсовет)
- д. Прудовка, Ракитовка[1](Катунинский сельсовет)
- д. Ковалиха[1](Кривячский сельсовет)
- д. Кропачиха, Лазарево[1](Марутинский сельсовет)
- д. Загатино, Козлы Вторые[1](Матвеевский сельсовет)
- д. Прудовка, Школа[1](Нюрюгский сельсовет)
- д. Анчуриха, Завражье, Танашиха[1](Одоевский сельсовет)
- д. Королиха, Лямишка, Рогово[1](Печенкинский сельсовет)
- д. Бынково[1](Поляшовский сельсовет)
- д. Башуриха, Большая Слудка, Дудоладиха, Клыжиха, Пахтусиха, Руданиха, Щукино, пристань Киевская Старица[1](Троицкого сельсовета[1]
- д. Бутырки, Забегалиха[1](Шангский сельсовет)

#### город Шарья
- д. Костино[6].